# Wilhelm Alexander Schwollmann
Wilhelm Alexander Schwollmann (* 26. März 1734 in Schleswig; † 21. April 1800 ebenda) war ein deutscher lutherischer Theologe.

## Leben
Schwollmann war Sohn von Theophilus Christian Schwollmann (1697–1766), Prediger in Schleswig-Friedrichsberg und Schlossprediger auf Schloss Gottorf, und Anna Christina Quistorp (1695–1743), einer Tochter des Rostocker Theologieprofessors und Superintendenten Johann Nikolaus Quistorp. Er wurde auf der Domschule vorgebildet. Anschließend studierte er an der Universität Halle Theologie und Philologie, wechselte im Juni 1757 an die Universität Rostock und erhielt hier am 31. Juli 1757 den Magistergrad. Zum 1. Oktober 1757 wurde er in Rostock als Privatdozent sowie als Adjunkt angestellt. 1759 bereits kehrte er wieder in seine Heimatstadt zurück, um seinem inzwischen erkrankten Vater beim Dienst zu helfen, und übernahm das Amt 1763 schließlich gänzlich. 1769 übertrug man ihm auch das Amt des Schlosspredigers auf Schloss Gottorf. Konsistorialrat wurde Schwollmann dann 1776, Propst von Hütten 1791 und fünf Jahre darauf schließlich Oberkonsistorialrat. Zwei weitere Jahre darauf, 1798, trat er freiwillig in den Ruhestand. Er war mit Maria Dorothea Struensee (1744–1820), einer Tochter des Generalsuperintendenten Adam Struensee, verheiratet.
1790 wurde er mit der Erarbeitung einer neuen Liturgie für die schleswig-holsteinische Kirche beauftragt. Sein Entwurf wurde jedoch von Balthasar Münter abgelehnt, worauf der Nachfolger seines Schwiegervaters, Adler, die Arbeit übernahm.

## Werke
- Eine Betrachtung über Gal. 2, 9 (1755)
- Exegetische Untersuchung der Stelle Hebr. 4, 1–3 (1756)
- Philologische und kritische Untersuchung von den Cherubim an der Bundeslade (1757)
- Commentatio, qua de Joannis in Pathmo exilio modeste dubitat (1757)
- Stricturae hist. crit. additamentorum introductior. litterariorum in antiquitates Graecorum sacras descriptionem brevem sistens (1757)
- Commentatio crit. et polemica ad Gen. 19, 26 (1759)
- Die Verbindlichkeit des Christen sich in diesem Leben vor allen Dingen nach dem Ewigen und Unsichtbaren zu bestreben, um glücklich zu werden (1763)
- De episcopis a presbyteris diversis (1780)
- De imputatione peccatorum mundi Christo non qua poenas illorum tantum, sed qua culpam etiam et maculam eorum facta (1789)
- Grundsätze, nach welchen die für die Herzogthümer Schleswig und Holstein bestimmte Liturgie sowohl als daß Handbuch der Perikopen ausgefertigt worden. (1793)